# Figino Serenza
Figino Serenza is een gemeente in de Italiaanse provincie Como (regio Lombardije) en telt 4842 inwoners (31-12-2004). De oppervlakte bedraagt 4,9 km², de bevolkingsdichtheid is 1159 inwoners per km².

## Demografie
Figino Serenza telt ongeveer 1808 huishoudens. Het aantal inwoners steeg in de periode 1991-2001 met 2,5% volgens cijfers uit de tienjaarlijkse volkstellingen van ISTAT.
| Jaar | Inwoneraantal |
| ---- | ------------- |
| 1991 | 4522          |
| 2001 | 4636          |

## Geografie
Figino Serenza grenst aan de volgende gemeenten: Cantù, Carimate, Mariano Comense, Novedrate.